# Senecký rybník
Senecký rybník, zvaný též Senečák, je součástí rybniční soustavy na Boleveckém potoce na severním okraji města Plzně. Kromě Boleveckého potoka přitékajícího ze západu od Třemošenského rybníka je rybník napájen další bezejmennou vodotečí přitékající ze severu od Vydymáčku v údolí Merán.
Jižní břeh má přírodní charakter s porosty rákosu. Severní břeh je tvořen písčitou pláží s borovým lesem, při hrázi stojí budova plaveckého oddílu s nově zřízeným venkovním hřištěm pro vodní pólo a patrová skautská klubovna s lesní školkou. Nad rybníkem při severozápadním zálivu se nachází bažinaté mokřadní olšiny s vyvinutým společenstvím vysokých ostřic, např. s ostřicí prodlouženou (Carex elongata); toto společenstvo zamokřených půd je v západních Čechách poměrně vzácné. Rybník je hojně využívaný pro rekreaci a má i funkci rybochovnou, ta však nesmí mít negativní vliv na kvalitu vody. Severozápadně od rybníka je arboretum Sofronka.

## Historie

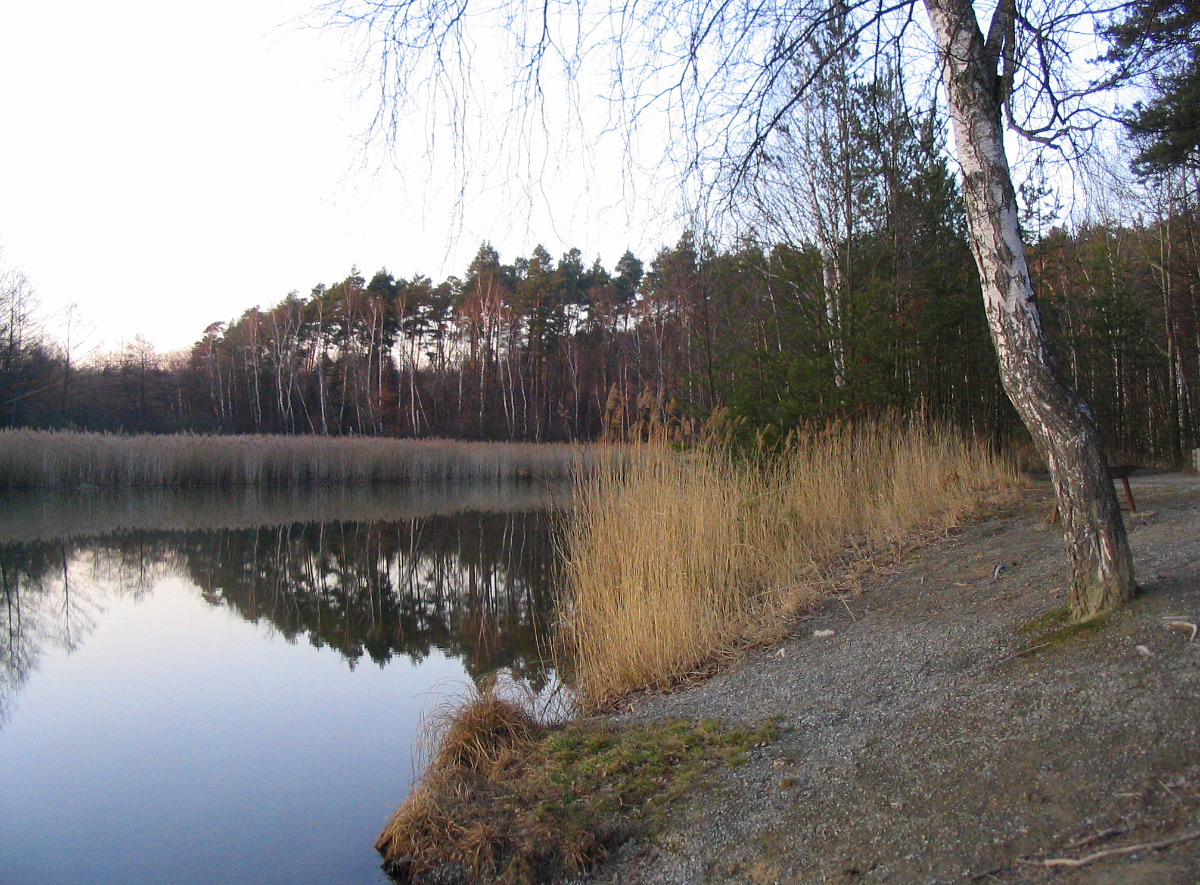
Severozápadní záliv s ostřicemi

Rybník vznikl v roce 1734, patrně současně s Třemošenským rybníkem. Císařská renovační komise tehdy nařídila kromě dalších nápravných opatření i větší péči o rybníky. Pojmenován byl po vesnici Senec, kam směřuje cesta z Bolevce vedoucí po jeho vysoké východní hrázi. Někdy byl rybník nazýván i Na potvorách, podle místního pojmenování lokality s nekvalitními políčky a loukami mezi ním a rybníkem Košinářem, které jsou nyní zahrádkářskou kolonií.
V sobotu 17. července 1965 se nad Plzní prohnala výjimečně vydatná průtrž mračen, v jejímž důsledku se téhož dne večer protrhla hráz rybníka Vydymáček a v něm zadržovaná voda se přivalila do Seneckého rybníka. Jeho hráz následujícího dne nevydržela tlak vody a voda uniklá ze Seneckého rybníka následně poškodila hráz Velkého Boleveckého rybníka v prostoru přelivu.
Hráz Seneckého rybníka byla následně obnovena, znovu rekonstruována byla v roce 2004.
| Lesnatost povodí | 90 %        |
| 355denní voda    | 0,0017 m³/s |
| Stoletá voda     | 16,8 m³/s   |

Údaje z roku 1972 a 1998.

## Turistika
Po severním břehu prochází žlutá turistická trasa 6624 z Doubravky do Starého Plzence a žlutý místní okruh 9230 z Bolevce přes Třemošnou.